# Анамнезис
Анамне́зис (від грец. ανάμνησις — «згадування» або «вче́ння про прига́дування») — учення Платона в галузі епістемології (теорії пізнання).
Платон вважав, що дійсне пізнання — це пізнання світу ідей, яке здійснюється розумною частиною душі. При цьому розрізняється плотське і інтелектуальне знання (розумове осягнення, мислення).
Платонівське вчення про пригадування (дав.-гр. ἀνάμνησις) вказує як основну мету пізнання пригадування того, що споглядала душа у світі ідей, перш ніж спустилася на землю та утілилася в людське тіло. Предмети щільного світу слугують для збудження спогадів душі.
У діалозі «Менон» Платон доводить вірність вчення про пригадування на прикладі розмови Сократа з якимсь хлопцем. Хлопчик ніколи до цього не вивчав математику і не мав жодної освіти. Сократ же настільки добре поставив питання, що хлопець самостійно сформулював теорему Піфагора. З чого Платон робить висновок, що його душа раніше, в царстві ідей, зустрілася з ідеальним відношенням сторін трикутника, яке й виражене теоремою Піфагора. Навчити в цьому випадку — це не більше, ніж змусити душу до пригадування.